# 耽美夢想マイネリーベ
『耽美夢想マイネリーベ』（たんびむそうマイネリーベ）は、2001年4月26日にコナミから発売されたゲームボーイアドバンス用恋愛シミュレーションゲーム（美少年誘惑シミュレーションゲーム）。キャラクターデザインは『天使禁猟区』など人気作品で知られる漫画家・由貴香織里。

## ゲームの内容
舞台は1930年代、戦争を控えて国情不安定なクーヘン王国（欧州西部の架空の国）にある全寮制のローゼンシュトルツ学園。耽美な世界観に、家柄が良く、優れた才能を持つ生徒が集まる学園の中でも、特に優秀な男子生徒は「シュトラール」に選出され、将来の国家を支えるための教育を受けている。プレイヤーキャラクター（長い金髮の少女で、名前設定可）は、2年間の学園生活で様々な出会いを経験し、6人の恋愛対象（「シュトラール」5人＋1人）を誘惑し、卒業パーティーで意中の男性からダンスを申し込まれることを目的とする。
本作は「爆弾」などときめきメモリアルシリーズと同様のシステムを採用している。
続編の『マイネリーベII〜誇りと正義と愛〜』は、卒業式の日に起こった革命から物語が始まる。特定のキャラクターとのエンディングを迎える以外に、物語の真相を知るためには革命軍・中立・レジスタンスと色々な立場に視点を変える必要があり、その先で最良のエンディングを迎える。原作と異なるプレイヤーキャラクターと3人の新キャラクターが登場し、アニメ版の画風を継承した作品である。また、登場するメインキャラクターが新しいコスチュームで登場。

## その後の商品展開
2004年9月22日に、キャラクターボイスの追加など全体的に演出を強化したPS2用『マイネリーベ〜優美なる記憶〜』が移植され、このPS2版発売に先行して少女漫画雑誌『別冊花とゆめ』で伊沢玲の漫画『マイネリーベ〜永遠なる夢想曲〜』が連載された（2004年11月号に開始、2006年5月号で完結）。同年11月にはTVアニメ『吟遊黙示録マイネリーベ』が放送開始、ドラマCDも発売された。
2006年2月9日に、ゲーム続編『マイネリーベII（ツヴァイ）〜誇りと正義と愛〜』がPS2版で発売。前作と同じ恋愛対象6人の他に新キャラクター3人が追加されたが、主人公は前作と異なっている。
2006年1月から、TVアニメ続編『吟遊黙示録マイネリーベwieder（ヴィーダ）』が放送された。
2005年8月24日に、ごとうしのぶによるノベル版『吟遊黙示録マイネリーベ 運命の出会い』（イラスト：伊沢玲）も発行された。全1巻。

## 登場人物

### 男性キャラクター
PS2版『マイネリーベ優美なる記憶』発売の際に、一部キャスト変更があった。TVアニメ版もそちらに準ずる。括弧内の声優名は2001年に発売されたドラマCD『耽美夢想マイネリーベ』のキャスト。
オルフェレウス（本名：オルフェレウス・フュルスト・フォン・マルメラーデ・ナーエ・ゲルツ、愛称：オルフェ）
声：櫻井孝宏（変更なし）
シュトラールのリーダー。芸術・絵画をこよなく愛し、美術部に所属している。穏やかな性格で、金髮碧眼、水色の制服に白のマントを着けている。エドヴァルドとは幼馴染で大親友。クーヘン王国に理想郷を作るため入学し、ルードヴィッヒとの対立関係が深まっていった。
エドヴァルド（本名：エドヴァルド・マルクグラーフ・フォン・ゼクト・ナーエ・ブラウンシュヴァイク、愛称：エド）
声：関智一（森久保祥太郎）
褐色の肌と真っ赤な瞳を持つ青年で、ブラウンシュヴァイク子爵の庶子だが、他に息子がいないため養子扱いで正式な後継者になっている。スポーツと音楽が好きで、乗馬部に所属している。明るく優しい性格が特徴で、オーガスタから想いを寄せられている。大親友のオルフェレウスの良き理解者である。
ルードヴィッヒ（本名：ルードヴィッヒ・ヘアツォーク・フォン・モーン・ナーエ・リヒテンシュタイン、愛称：ルーイ）
声：関俊彦（石田彰）
公爵家の三人兄弟の長男。クールな性格をしており、自分が世界を支配する野望を達成するために入学する。学園では科学研究部に所属している。ヴェルヘルミーネから想いを寄せられている。
石月ナオジ（本名：石月直司、愛称：ナオジ）
声：石田彰（杉田智和）
日本から来た留学生。温厚な性格で、文学と日本茶を好み、学園では文学研究部に所属している。ルードヴィッヒと仲が良い。
カミユ（本名：カミユ・パァルツグラーフ・フォン・ジルヴァーナー・リューネブルク）
声：保志総一朗（宮田幸季）
伯爵家の末っ子。草花が好きで、園芸部に所属している。体が弱く、未来を予知する不思議な能力を持っている。内気な性格。実はルードヴィッヒとは遠縁にあたる。
アイザック（本名：サー・アイザック・キャヴェンディッシュ）
声：子安武人（変更なし）
夏休にオーガスタの豪邸で出会う野性味あふれる謎の男性。イギリス貴族の没落貴族の長男で、眼鏡をかけている。その正体はイギリスのスパイ。
校長
声：井上倫宏
ドラマCDに登場。
ムスペル（占い師）
声：中田和宏
ドラマCDに登場。

### 女性キャラクター
ヴェルヘルミーネ
声：桑島法子
大企業の娘で、明るく優しい性格をしている。爵位を持つ優秀な男性との結婚を考えている。手芸部に所属している。愛称はミンナ。
マリーン
声：釘宮理恵
公爵家のお嬢様で、いつもウサギの人形を抱いている。神秘学研究部に所属しており、攻略相手に媚薬を使う。口癖は「呪っちゃうよ？」。
オーガスタ
声：朴璐美
貴族の令嬢で、男勝りな性格だが普段は令嬢として振る舞う。乗馬部に所属している。
フランシス先生（本名：フランツィスカ・フロイライン・ヘアツォーク・エッシェンバッハ）
声：伊藤美紀
ローゼンシュトルツ学園の保健室の女校医。ローゼンシュトルツ学園の様々な情報に通じている一方、たびたび鎮痛剤の投与を勧めてくる。

### マイネリーベII〜誇りと正義と愛〜
ヴォルフラム（本名：ヴォルフラム・ライゼガング）
声：津田健次郎
キリル（本名：キリル・イリイチ・レオノフ）
声：前田剛
ジークリード（本名：ジークリード・カロッサ）
声：福山潤

## 開発

### 開発(耽美夢想マイネリーベ)
当初の仮タイトルは「優美精神論(ゆうびイデオロギー)マイネリーベ」であり、ディレクターの佐々木恵美も気に入っていたが、周囲から「精神論は社会的に良くない」という指摘が寄せられた。題名に「耽美」を入れてはどうかと言う提言が挙がり、目立ったもの勝ちということで佐々木も認めた。また「美少年誘惑」というジャンルはノリで申請したものの内心却下されると思っていたところ、上層部に面白がられたと佐々木は恵美奈マコのインタビューで明かしている。また本作には「彼氏持ち歩き」というコンセプトがあり、恋人同士になった後もゲームが続き、結婚まで描かれるようにした。
耽美ものである以上、デッサン力があり、かつ独自の世界観を持っているデザイナーが必要という理由から、少女漫画家の由貴香織里が起用された。
本作はときめきメモリアルシリーズと同様のシステムを採用している一方、作品にあわせてバランスがとられた。佐々木は理想の女性像として『それいけ!アンパンマン』のドキンちゃんを挙げており、本作の目標でもあると恵美奈とのインタビューの中で語っている。また、パラメータのうち、性別ごとの人気を示す「カリスマフレーム」は「泣き落としで他者を支配しても、だれもかれも好きでは大物を落とせない」というメッセージが込められている。他方、自分を一番美しく見せるための努力の表現については、当初カロリー計算も考えられたが、佐々木はストレスや心労が体型に影響することに気づき、プレイヤーに主人公のストレス管理をさせる方針に変更し、「うるわしフレーム」を採用した。
「クーヘン」を含めた地名はドイツ語の菓子名または酒から命名されている。

一方、携帯ゲーム機ならではの苦労もあり、キャラクターボイスなど容量の都合で実装できなかった要素もあった。また、ROMカートリッジであるがために生産に時間がかかり、需要に見合った初回出荷数を用意できなかった佐々木は恵美奈とのインタビューの中で謝罪している。

## 反響
佐々木は「当初『うるわしフレーム』を採用したときはユーザからの反感を買うと思っていたが、予想以上に評判がよく、同調する者が多かった」と恵美奈とのインタビューの中で振り返っている。
本作に登場する女性キャラクターたち（ミンナ、マリーン、オーガスタ）は悪役令嬢としてみなされることがある。一方、ライターの向江駿佑は2024年に4Gamer.netに寄せた悪役令嬢の歴史についての記事の中で、ミンナとマリーンは一見すると典型的な悪役令嬢だとしつつも、実際は3人ともゲーム開始時から主人公の連絡先を知る仲であることに加え、友人関係を保つことができるため、ストーリー上の描写というよりは『ときメモ』譲りの「爆弾」システムに恐ろしさがあるとしている。また、向江は『マイネリーベII』において、友好関係から没落まで目撃できる作品は珍しいとしている。

## 用語
（この項で特筆ない場合の出典は『耽美夢想マイネリーベ 公式ファンブック 〜うるわしコレクション〜』より）
クーヘン王国（Kingdam of Kuchen）
フランス西部の海域（現実ではビスケー湾付近）に浮かぶ島国で面積23万km3、第一作目時点では立憲君主制（国王：リヒャルト3世）で人口1700万人。
公用言語は劇中ではドイツ語の固有名詞が目立つが、多民族国家で他に「英語」「ケルト語」が存在する設定。
宗教はドルイドの宗教が6世紀から9世紀にかけて宣教師の影響を得て合体した「クーヘン聖教」が主流で、このためかなり後までドルイドの聖職者も残存している。
1世紀頃5つのケルト系の国（エーアトベーレ、ファイゲ、キルシュ、トラベオ、ビルネ）がドルイドの神託を受けて統括されていたのが国の始まりで、その後18世紀まではこの5王国の連合である「オープストクーヘン連合国」として欧州の戦乱にも巻き込まれずに平和だったが、19世紀にドイツ貴族（地質学者でもある）のリヒャルトがビルネの大油田を発見し、これにより列強諸国の思惑が変化してきたため、強力な指導者が必要と考えた人々が前述のリヒャルトを国王に推して「クーヘン王国」となった。
20世紀に入ってからは学術にも力を入れ、ローゼンシュトルツ学園もその一つである。
ローゼンシュトルツ知的教育高等学園
クーヘン王国西部のキルシュ地方に存在する学園、王宮上級大学（クーヘン王国の政府要人はほぼ全員ここかさらに上の大学院出身）に進むためにはここの卒業生でないといけない名門校。ただし、入学しても王宮上級大学に入れるのは半分ほどである。
校舎は同一だが、教育理念が異なるため、クラスや学舎は男女に分かれている。
男子学生には国王の元で実際に国を動かす5人の使長を育てる特別学級があり、これがシュトラールクラスである。

## スタッフ
- ディレクター：佐々木美恵[1]
- メイン・プログラマー：中西一樹
- ゲーム・プログラマー：そりまちたかし
- メイン・グラフィック・デザイナー：戸田たかひろ
- グラフィック・デザイナー：興田千尋、八重司、今井浩之、西村謙太郎
- サウンド・デザイナー：高添香織、千田弥生、千村隆之
- パッケージ・マニュアル・デザイナー：渡辺基弘、川原加津子
- キャラクターデザイン：由貴香織里[1]
- 原画：大根田和枝、我妻やすみ、菅原彩子、下條美治、(有)スタジオ・メルファン
- 作画監督：河村由美子、(有)スタジオ・メルファン
- シナリオ：芳野未来、こすげまみ、(有)スタジオ・フォーマ
- タロットカードデザイン：景由昌美
- プロデューサー：山口公生
- スペシャルサンクス：林陽子、岩田靖弘（(有)スタジオ・メルファン）、桜井勇（(有)スタジオ・フォーマ）

## 関連書籍
- 『耽美夢想マイネリーベ 公式ガイド』（コナミ、2001年6月22日発売） ISBN 4-75718-095-0
- 『耽美夢想マイネリーベ 公式ファンブック 〜うるわしコレクション〜』（ソフトバンクパブリッシング、2001年11月30日発売） ISBN 4-79731-836-8
- 『マイネリーベ 優美なる記憶 公式ガイドコンプリートエディション』（コナミ、2004年11月1日発売） ISBN 4-86155-030-0
- 『マイネリーベII 誇りと正義と愛 公式ガイドコンプリートエディション』（コナミ、2006年2月20日発売） ISBN 4-86155-107-2
- 『マイネリーベII 誇りと正義と愛 オフィシャル設定集 〜薔薇色の運命〜』（コナミ、2006年5月23日発売） ISBN 4-86155-121-8

## ドラマCD
ゲームボーイアドバンス用ゲームソフト『耽美夢想マイネリーベ』がドラマアルバム化されたものであり、2001年7月25日に『耽美夢想マイネリーベ 虹の橋〜ビブロスト〜』のタイトルでランティスより発売されている。国中のエリートが集まる高等学園を舞台にして、カミユが誘拐される物語を描く。
収録話
1. 前哨
2. 暗雲
3. 喪失
4. 並行
5. 符号
6. 交錯
7. 誘導
8. 凱旋

スタッフ
- 脚本：加藤ネムル
- キャラクターデザイン：由貴香織里
- ジャケットグラフィック：佐々木美恵、興田千尋
- 音楽：土井潤一、川谷吉和